# Hemitriakis
Hemitriakis  è un genere di squali appartenente alla famiglia Triakidae.

## Distribuzione e habitat
Queste specie sono originarie dell'Indo-Pacifico, da Bali alla Nuova Caledonia, dal Giappone all'Australia, dove abitano acque da costiere a mediamente profonde (225 m al massimo).

## Specie
Al genere appartengono 6 specie:
- Hemitriakis abdita
- Hemitriakis complicofasciata
- Hemitriakis falcata
- Hemitriakis indroyonoi
- Hemitriakis japanica
- Hemitriakis leucoperiptera